# Walter Mazzarri
Walter Mazzarri (phát âm tiếng Ý: [ˈvalter madˈdzarri]; sinh ngày 1 tháng 10 năm 1961) là cựu cầu thủ bóng đá và hiện là huấn luyện viên trưởng người Ý.
Sau khi huấn luyện vài đội bóng nhỏ của Ý, Mazzarri trở thành huấn luyện viên của Sampdoria năm 2007; nhờ vào tài năng của Antonio Cassano và Giampaolo Pazzini, ông dẫn dắt đội bóng vào Cúp UEFA ngay mùa giải đầu tiên huấn luyện đội, và vào chung kết cúp bóng đá Ý năm sau đó. Năm 2009, ông chuyển sang Napoli, nơi ông triển khai sơ đồ 3–4–3. Với bộ ba Ezequiel Lavezzi, Edinson Cavani và Marek Hamšík, ông giúp đội bóng tham dự UEFA Champions League lần đầu trong lịch sử năm 2011, vô địch cúp bóng đá Ý mùa sau đó - danh hiệu đầu tiên của câu lạc bộ sau 20 năm, và lần đầu kể từ thời huyền thoại Diego Maradona, và đưa đội vào vòng 2 Champions League, chỉ bị loại bởi đội vô địch mùa đó là Chelsea. Mùa bóng cuối cùng dẫn dắt đội, ông đưa đội đến vị trí thứ 2 Serie A, vị trí cao nhất của câu lạc bộ sau 20 năm. Năm 2013, ông chuyển sang Inter Milan, nhưng bị sa thải giữa mùa.

## Sự nghiệp cầu thủ
Mazzarri, một tiền vệ xuất thân từ lò đào tạo của Fiorentina, đá trận chuyên nghiệp đầu tiên năm 1981 cho Pescara tại Serie B, mùa sau đó chơi một thời gian ngắn tại Serie A cho Cagliari, trước khi bị bán cho Reggiana. Ông thi đấu nhiều nhất cho Empoli, giành được suất thăng hạn lên Serie A. Sau vài lần chuyển qua nhiều câu lạc bộ nhỏ khác, bao gồm 2 năm với Acireale, nơi ông là thành viên của đội thăng hạng lên Serie B, thi đấu mùa 1993–94 ở giải hạng nhì Ý, Mazzarri kết thúc sự nghiệp cầu thủ tại câu lạc bộ Sassari Torres vào năm 1995.

## Thống kê sự nghiệp huấn luyện
Tính đến 25 tháng 7 năm 2019
| Đội            | Quốc gia  | Từ                  | Đến                  | Thống kê | Thống kê | Thống kê | Thống kê | Thống kê |
| Đội            | Quốc gia  | Từ                  | Đến                  | ST       | T        | H        | B        | % thắng  |
| -------------- | --------- | ------------------- | -------------------- | -------- | -------- | -------- | -------- | -------- |
| Acireale       | Ý         | 1 tháng 7 năm 2001  | 30 tháng 6 năm 2002  | 31       | 10       | 10       | 11       | 032,26   |
| Pistoiese      | Ý         | 1 tháng 7 năm 2002  | 30 tháng 6 năm 2003  | 39       | 12       | 11       | 16       | 030,77   |
| Livorno        | Ý         | 1 tháng 7 năm 2003  | 30 tháng 6 năm 2004  | 47       | 20       | 20       | 7        | 042,55   |
| Reggina        | Ý         | 1 tháng 7 năm 2004  | 28 tháng 5 năm 2007  | 123      | 37       | 39       | 47       | 030,08   |
| Sampdoria      | Ý         | 1 tháng 7 năm 2007  | 30 tháng 6 năm 2009  | 99       | 38       | 29       | 32       | 038,38   |
| Napoli         | Ý         | 6 tháng 10 năm 2009 | 20 tháng 5 năm 2013  | 182      | 89       | 49       | 44       | 048,90   |
| Internazionale | Ý         | 24 tháng 5 năm 2013 | 14 tháng 11 năm 2014 | 58       | 25       | 21       | 12       | 043,10   |
| Watford        | Anh       | 1 tháng 7 năm 2016  | 21 tháng 5 năm 2017  | 41       | 12       | 7        | 22       | 029,27   |
| Torino         | Ý         | 4 tháng 1 năm 2018  | Hiện tại             | 61       | 27       | 20       | 14       | 044,26   |
| Tổng cộng      | Tổng cộng | Tổng cộng           | Tổng cộng            | 679      | 270      | 206      | 203      | 039,76   |

## Giải thưởng

### Huấn luyện viên
Sampdoria
- Cúp bóng đá Ý - Á quân: 2008–09

Napoli
- Cúp bóng đá Ý: 2011–12
- Siêu cúp bóng đá Ý - Á quân: 2012
- Serie A Á quân: 2012–13

Cá nhân
- Enzo Bearzot Award: 2012[3]